# Hrabstwo Sarpy
Hrabstwo Sarpy (ang. Sarpy County) – hrabstwo w stanie Nebraska w Stanach Zjednoczonych. Obszar całkowity hrabstwa obejmuje powierzchnię 247,52 mil2 (641,08 km²). Według danych z 2010 r. hrabstwo miało 158 840 mieszkańców. Hrabstwo powstało w 7 lutego 1857 roku i nosi imię Petera Sarpyego - handlarza futer i działacza obywatelskiego.

## Sąsiednie hrabstwa
- Hrabstwo Douglas (północ)
- Hrabstwo Pottawattamie (Iowa) (północny wschód)
- Hrabstwo Mills (Iowa) (południowy wschód)
- Hrabstwo Cass (południe)
- Hrabstwo Saunders (zachód)

## Miasta
- Bellevue
- Papillion
- La Vista
- Gretna
- Springfield

## CDP
- Chalco
- La Platte
- Richfield